# Белия зъб (сериал)
„Белия зъб“ е телевизионен сериал, производство на САЩ, Канада, Франция, Нова Зеландия.
В основата му е залегнала едноименната новела „Белия зъб“ на Джек Лондон По време на единствения му сезон (1993 – 1994) са излъчени 25 епизода. Разказът е за младия Мат Скот, осиновил Белия зъб – кръстоска между куче и вълк, който го спасява от много опасни ситуации.

## Актьорски състав

### Главни герои
- Кен Блекбърн – Ханк
- Лий Грант – Блеър Дилън
- Дейвид Макилрайт – Адам Скот
- Джеймз Улвет – Мат Скот
- Денис Вирийо – Кейт Скот
- Кевин Аткинсън – Шериф Дейвид
- Белия зъб – Себе си

### Второстепенни герои
- Вероника Лоуган – Маги
- Джанлука Венантини – Стив
- Хелмут Бергер – Сам Колмън
- Карън С. Тийтз – Джоана

## DVD
Всички 25 епизода са издадени като DVD на 3 части през 2004 г. По-късно те започват да се продават като комплект. През юли 2008, за да станат White Fang:The Complete Series.

## В България
В България сериалът е излъчен през 2006-2007 г. по Диема Фемили.